# Türju
Türju je estonská vesnice na největším estonském ostrově Saaremaa. Administrativně patřila do roku 2017 pod obec Torgu, nyní patří pod Saaremaa vald v kraji Saaremaa v Estonsku.
Vesnice leží na západním pobřeží poloostrova Sõrve. V roce 2011 zde žilo sedm obyvatel.

## Maják
Na území vesnice byl v roce 1955 postaven 15 m vysoký maják